# Афанасий де Палдо
Афанасий де Палдо (ди Палдо) — художник французского или итальянского происхождения, по некоторым предположениям самоучка, работавший в России в конце XVIII - начале XIX века. Лесничий Крымского полуострова. Известен пейзажными работами, посвященными вновь присоединённым к России местам Новороссийской губернии.  Значение творчества А. де Палдо в том, что, несмотря на определённую техническую слабость, его картины  документируют исторический облик  эпохи, поскольку многие  объекты его работ были утрачены или сильно изменились к настоящему времени. 

## Биография

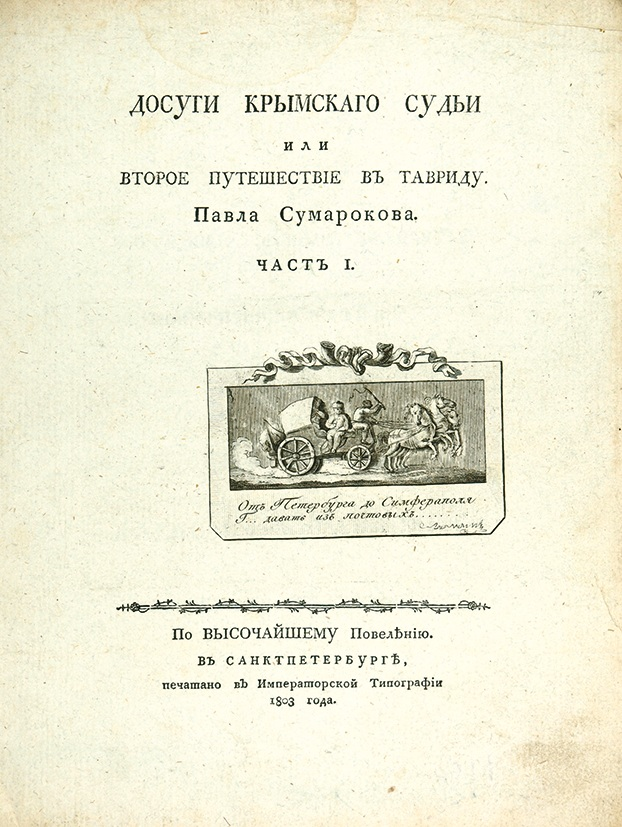
Обложка оригинального издания "Досуги Крымскаго Судьи", 1803, СПб

О биографии художника в русскоязычных источниках известно крайне мало, освещен один период начала XIX века.
Он был привлечён в качестве сопровождавшего рисовальщика П. И. Сумароковым в его втором путешествии по югу России. Сумароков был назначен членом Комиссии по спорам о землях в Крыму и во время переездов по Крыму А. де Палдо делал множество зарисовок с натуры природы Крыма, памятников истории и архитектуры, видов городов и селений. В 1803 в Санкт-Петербурге в Императорской типографии вышло сочинение Сумарокова, описывающее его второе путешествие, которое называлось «Досуги крымского судьи, или Второе путешествие в Тавриду», не только прекрасно изданное, но и богато проиллюстрированное. Оно стало по факту настоящим путеводителем по Крыму того времени, обновлённым со времён результатов экспедиции академика П. С. Палласа. По форме это были путевые заметки, но содержащие подробные описания истории, местностей, этнографические данные Крыма, при этом очень живо и эмоционально написанные.
Рисунки А. де Палдо в те времена по технологии печати требовали перевода в форму гравюр. «Выправлял» рисунки А. Сергеев, при этом восстанавливая нарушенную иногда перспективу. Планы зданий выполнил  Тенилов. Гравюры выполнены мастерами Мейером, А. И. Казачинским, А. Я. Колпашниковым, А. Г. Рудаковым, А. М. Калашниковым, В. П. Пядышевым, Я. Евсеевым, Н. Я. Саблиным, В. Ивановым. После успеха книги П. И. Сумарокова иллюстратор де Палдо стал известен. Титуловался он как  «Крымского полуострова форст мейстер» (т. е. лесничий) таким образом, рисование не было его основным доходом.
В настоящее время стоимость оригинального издания «Досуги крымского судьи, или Второе путешествие в Тавриду» в хорошем состоянии на аукционах может доходить до 70000 рублей за том.

## Творчество
Творчество А. де Палдо может быть отнесено к так называемому стилю пейзажной россики. В отличие от портретной россики, которая относится к середине-концу XVIII века, пейзажисты иностранного происхождения работали в России и несколько позднее. Для использовавших мотивы Тавриды и работавшими одновременно  с А. де Палдо можно отметить таких мастеров как К. фон Кюгельген, К. Г. Г. Гейслер, Ж.-К. Мивилль и несколько позднее по времени К. Боссоли, В. Руссен. Все они в той или иной мере испытали влияние романтизма.

Иллюстрации А. де Палдо к книге «Досуги крымского судьи» П. И. Сумарокова
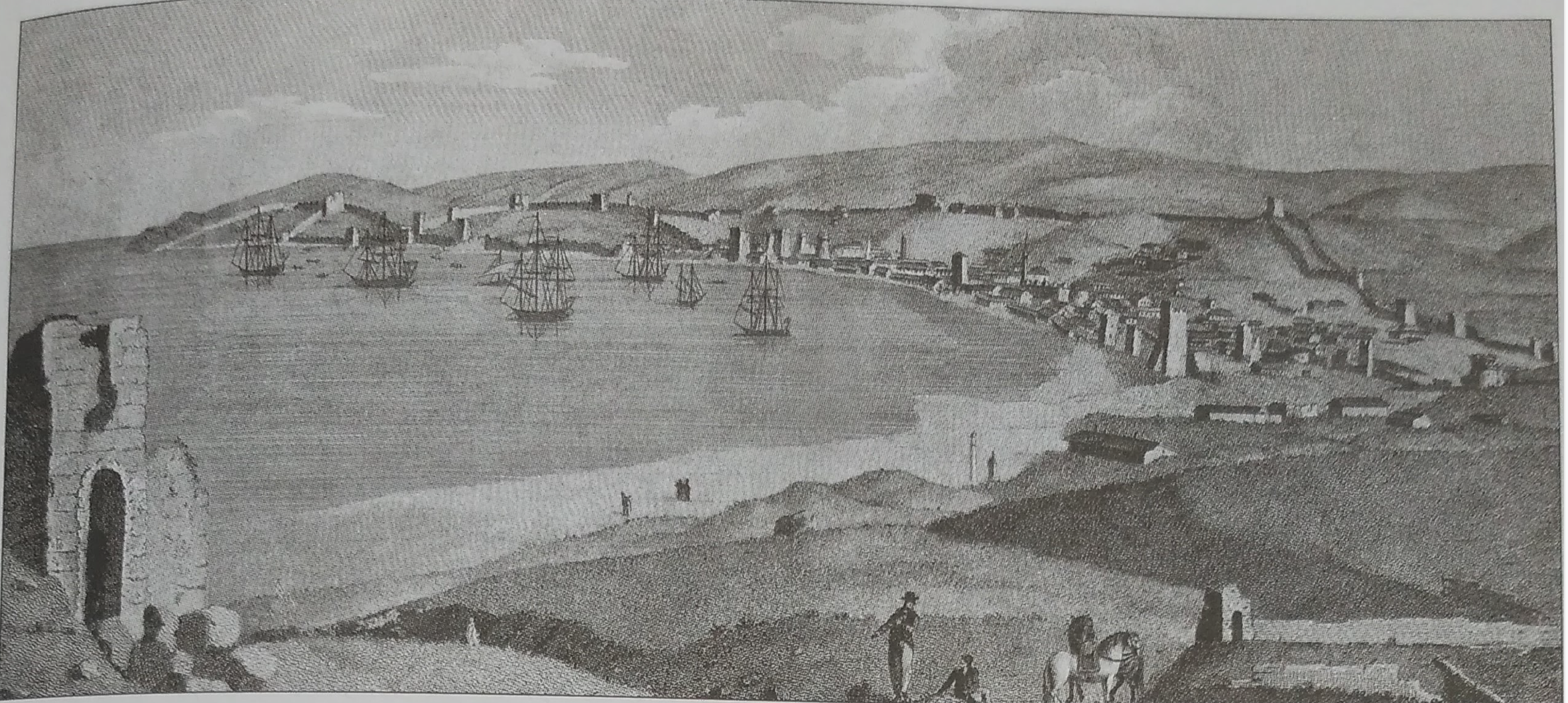
Феодосия
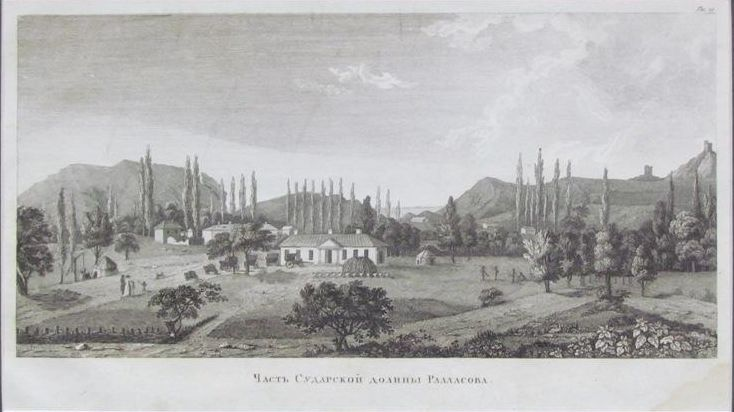
Поместье П. С. Палласа в Судакской долине (ныне в городской черте Судака)
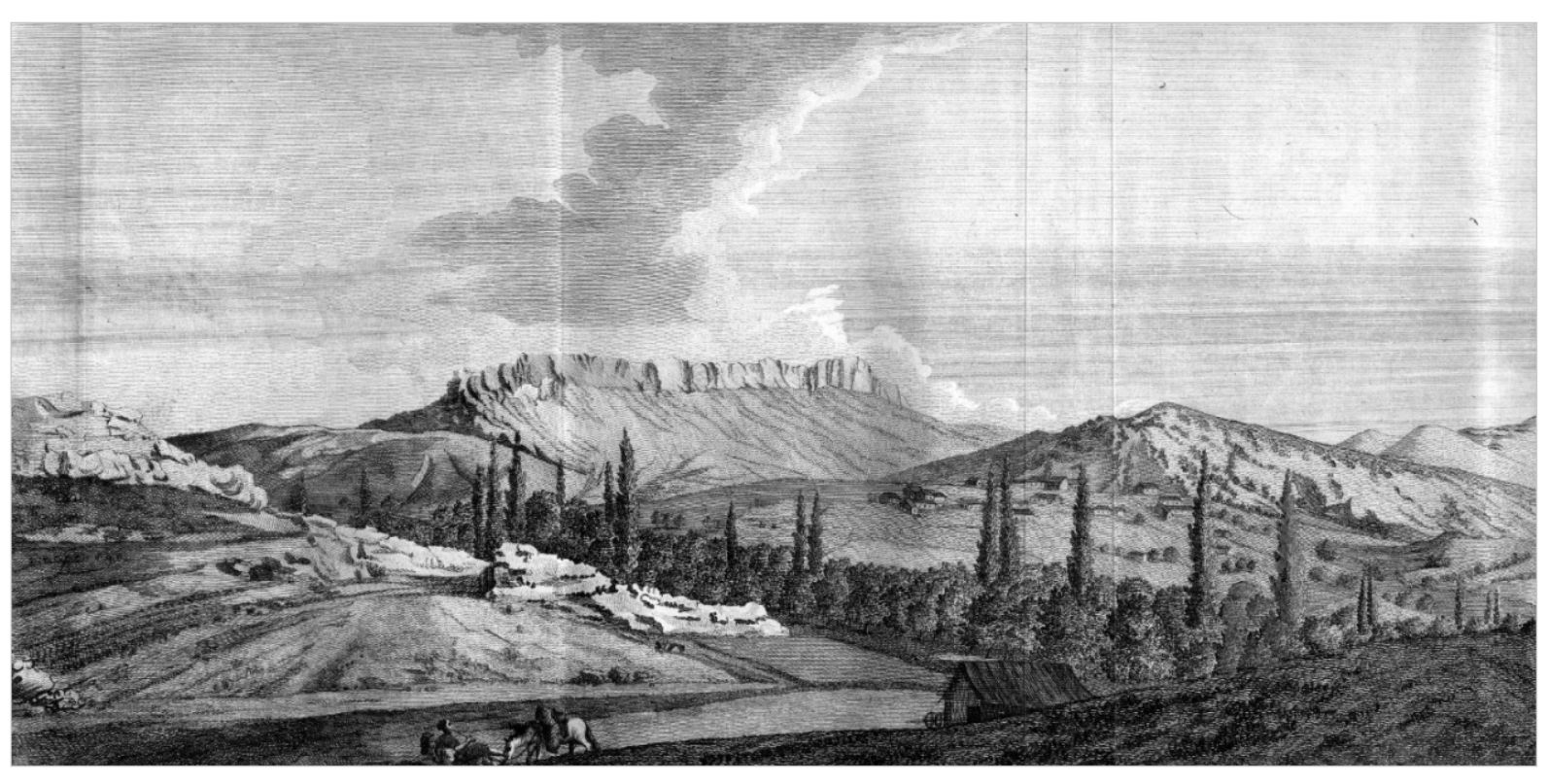
Таракташ (ныне Дачное)
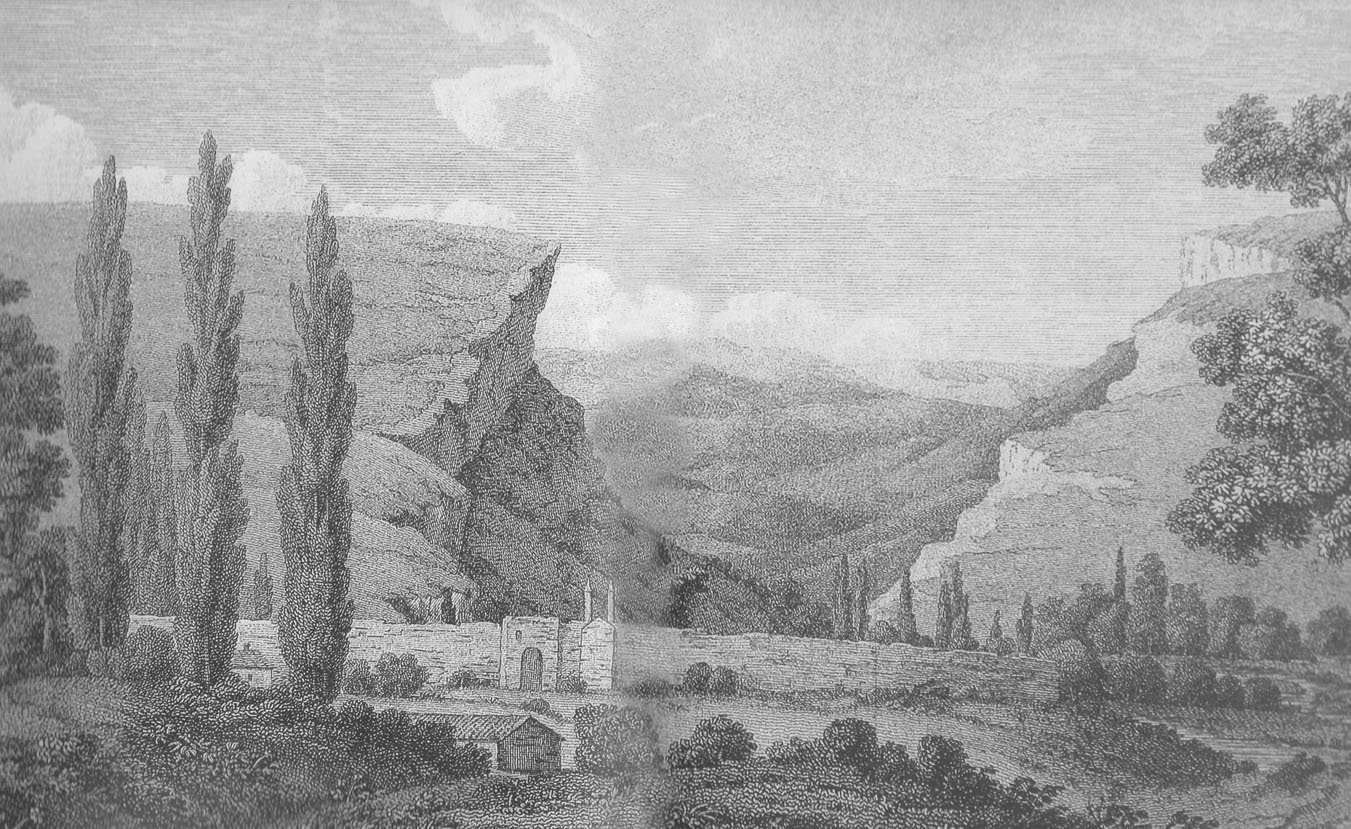
Качи-Кальон
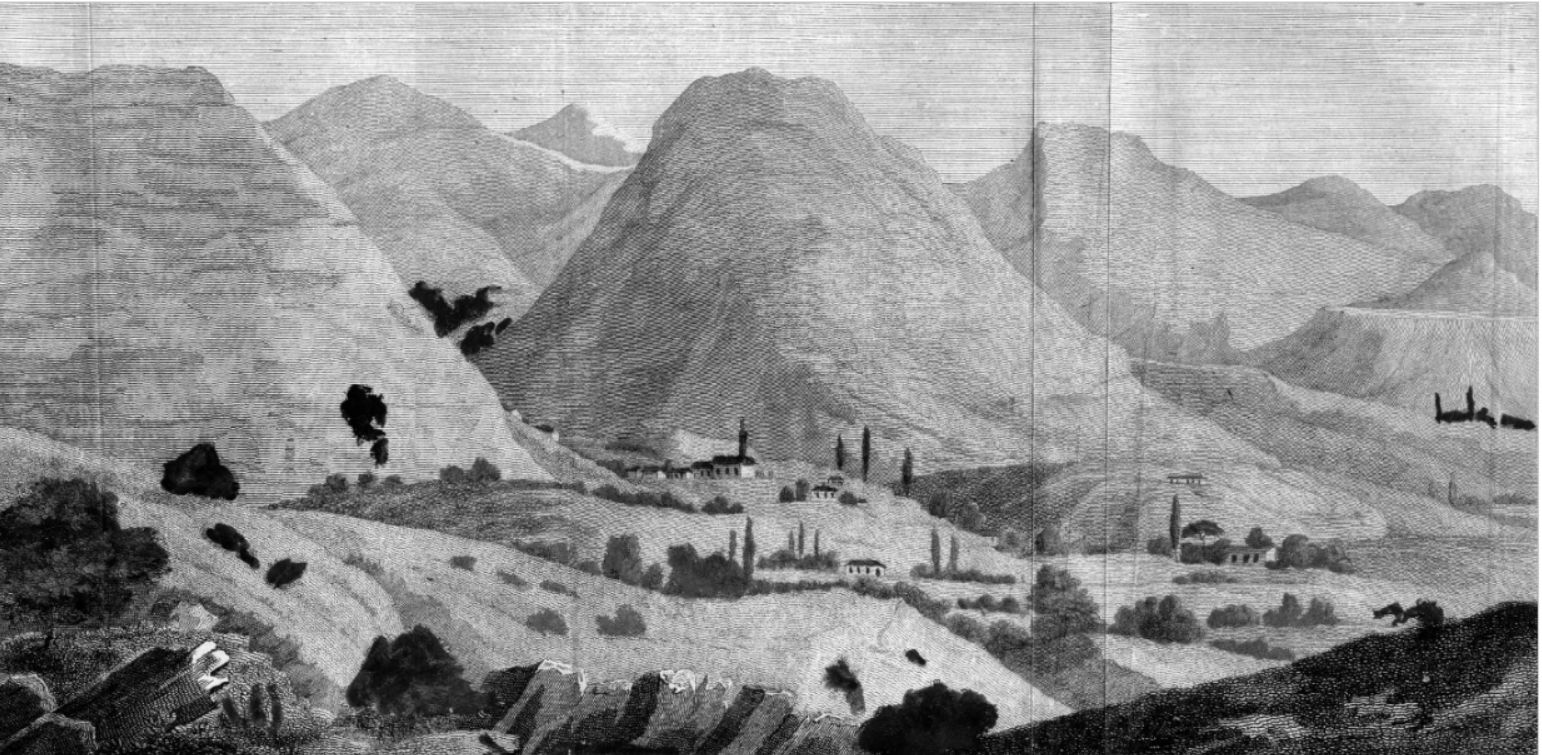
Кутлак (ныне Весёлое), гравёр Колпашников А. Я.
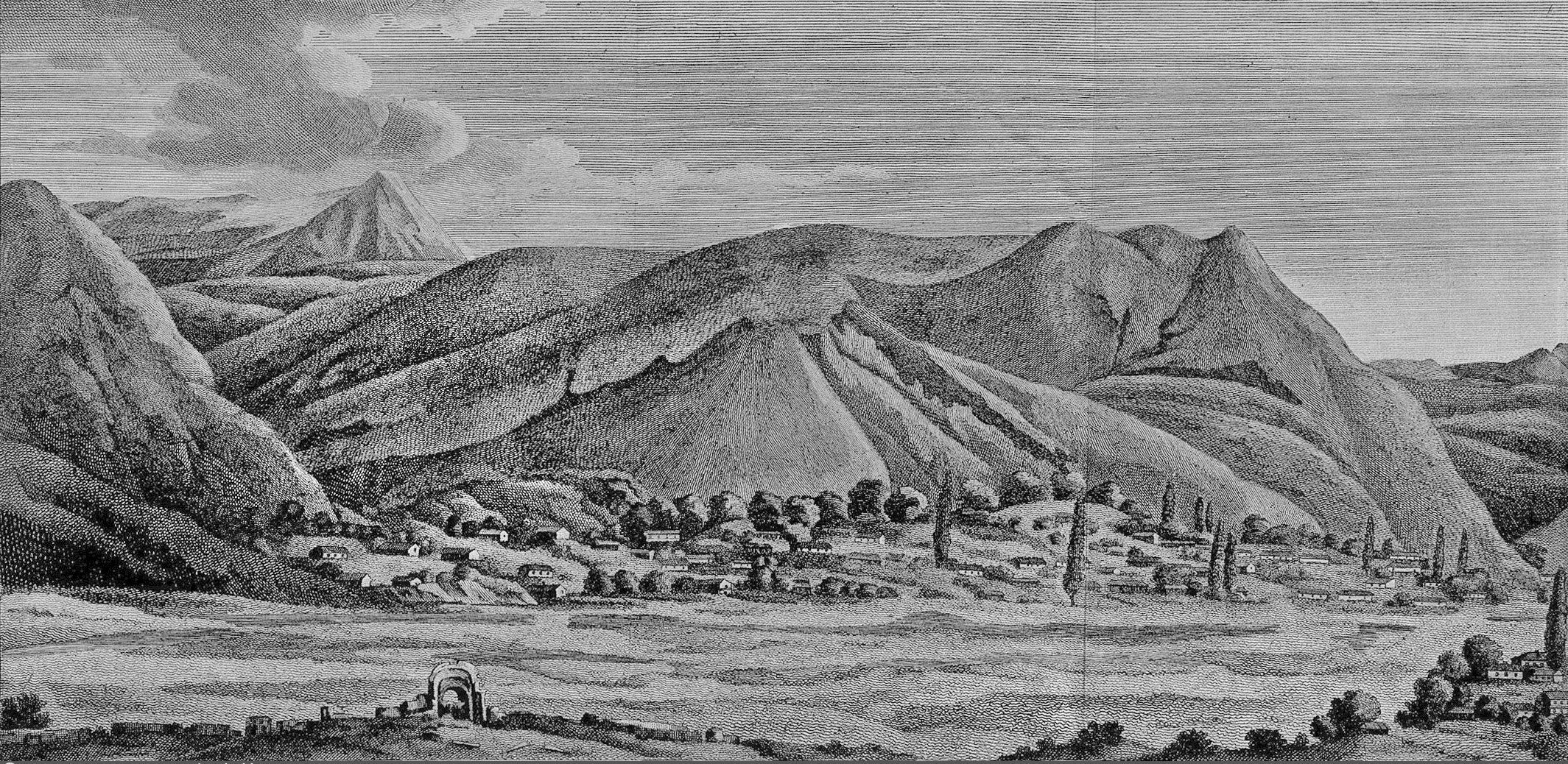
Бешуй (ныне не существует)
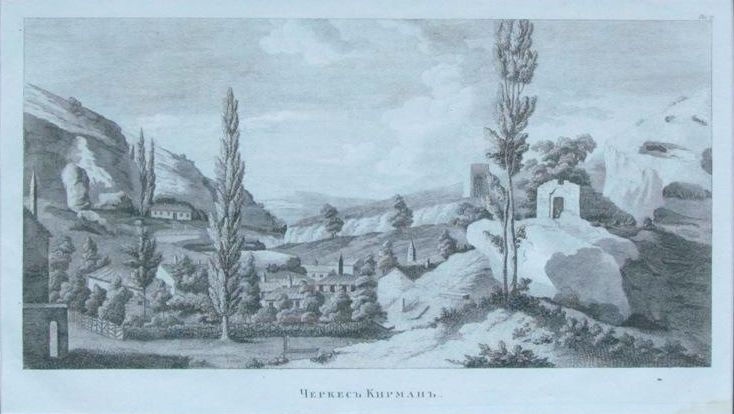
Черкез-Кермен (ныне не существует)
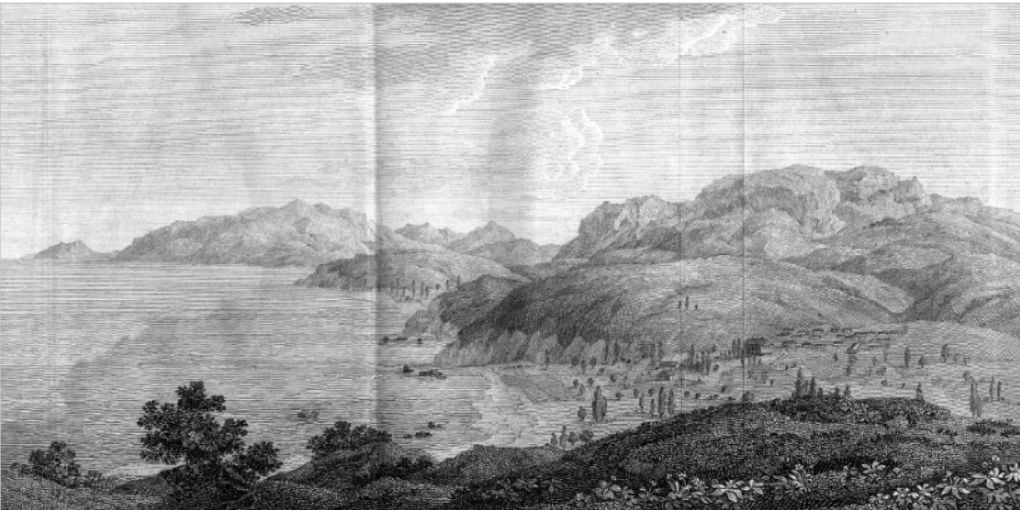
Кучук-Узень (ныне Малореченское)

Работа "Вид Ахтиарской бухты" (1800-е 33,8х100  Бумага, акварель) хранится в собрании Эрмитажной коллекции Отдела рукописей Российской национальной библиотеки им. М. Е. Салтыкова-Щедрина в Петербурге. Вариант отличается от его же иллюстрации из книги П. И. Сумарокова: она напоминает гравюру Х. Г. Гейслера, иллюстратора трудов академика Палласа. Акварель А. де Палдо с видом Севастополя это один из листов дела № 272, в которое также входит рисованный от руки и раскрашенный «План Севастопольского порта или Ахтиара» и три вида морской крепости, к плану прилагаемых. На листах указано, что весь этот комплект из четырех листов «снимал с натуры мерою и иллюминовал М. Афанасей де Палдо». К плану прилагается авторское описание, где на карте Севастополя под литерой «С» изображен адмиральский храм Святителя Николая, под литерой «N» обозначена «Греческая церковь Первоверховных Апостолов Петра и Павла, выстроенная при мире 1791-го году обществом греков Служащия на флоте при войне», а под цифрой 15 обозначено «старое кладбище». На отдельных листах, прилагаемых к плану, изображены: «Вид берега Южной бухты и часть Павловского мыса», «Вид рейда Ахтиарской бухты и Павловского мыса», а также цветное панорамное изображение Севастополя-Ахтиара начала XIX века с изображением двух упомянутых храмов. Дарственная надпись гласит: «Его Императорскому Величеству Вид города Ахтiара с юго-восточной стороны с положением освартовленных по пристаням кораблей и фрегатов. От Всеподданнейшаго усердия с благоговением снимал с натуры и подносит Крымскаго полуострова форстъ Мейстер, Депалдо».
Большое количество картин художника (36 работ) хранится в собрании Бахчисарайского историко-культурного и археологического музея-заповедника.

## Критика
В исследовании д.и.н В. Н. Филаса "Живопись и графика как источник по истории Южной Украины последней четверти XVIII – середины XIX века" подробно рассматривается феномен вторичности многих работ этого периода, который имеет корнями более раннее время. Поскольку художественные работы на пейзажную тематику тогда часто выполняли иллюстративную служебную роль по отношению к тексту, то художники, если им была недоступна натура, часто использовали элементы сюжета, композицию, а иногда просто копировали чужие работы без указания оригинала. Такие примеры есть и в иллюстрациях выполненных или приписываемых А. де Палдо.

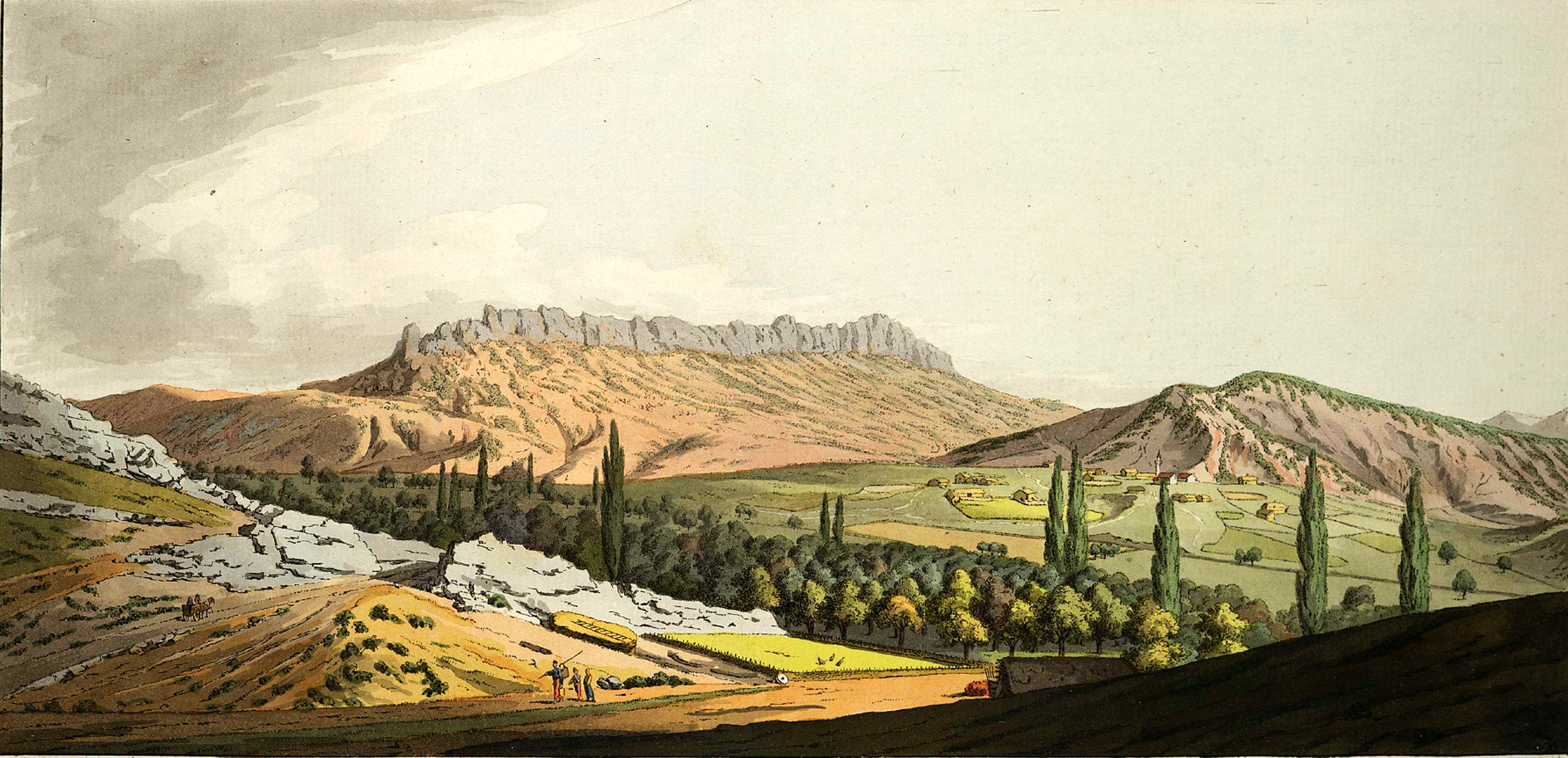
Изображение цепи утесов Таракташа.  Кристиан Готфрид Генрих Гейслер, иллюстрация к книге П. С. Палласа, 1794
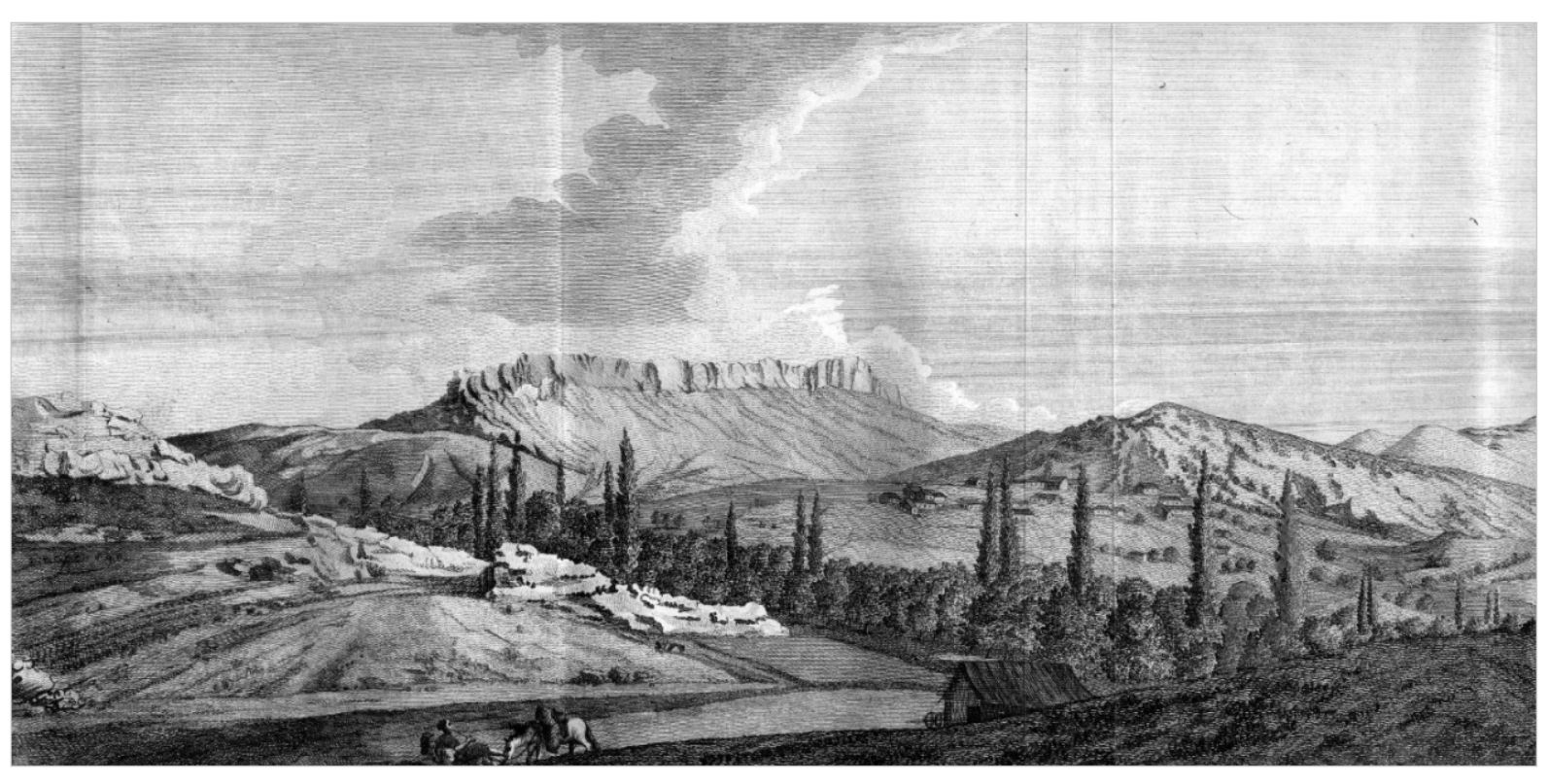
Таракташ. А. де Палдо, иллюстрация к книге П. И. Сумарокова, 1805